# Слобозія-Чорешть
Слобозія-Чорешть, Слобозія-Чорешті (рум. Slobozia Ciorăști) — село у повіті Вранча в Румунії. Входить до складу комуни Слобозія-Чорешть.
Село розташоване на відстані 157 км на північний схід від Бухареста, 9 км на південь від Фокшан, 67 км на захід від Галаца, 124 км на схід від Брашова.

## Населення
За даними перепису населення 2002 року у селі проживала 1191 особа, з них 1190 осіб (99,9%) румунів. Усі жителі села рідною мовою назвали румунську.